# Nicolás Schenone
Nicolás Schenone, vollständiger Name Nicolás Andrés Schenone Paz de Olivera, (* 24. April 1986 in Montevideo) ist ein uruguayischer Fußballspieler.
Der je nach Quellenlage 1,80 Meter oder 1,82 Meter große Mittelfeldspieler Schenone hat sowohl die uruguayische als auch die spanische Staatsangehörigkeit. Er debütierte bereits 2005 in der Segunda División beim uruguayischen Verein Miramar Misiones und spielte ab der Apertura 2005 für den Klub in der Primera División und gehörte dem Klub bis in die Apertura 2008 an. In diesem Zeitraum absolvierte er 41 Erstligaspiele für die Montevideaner und schoss vier Tore. In der Clausura 2009 stand er beim Cerro Largo FC unter Vertrag und wurde 13-mal in der Primera División eingesetzt. Dabei erzielte er einen Treffer.
Es folgte ab 2009 eine Station bei dem griechischen Klub PAS Giannina. Dort bestritt er in der Spielzeit 2009/10 jedoch nur ein Ligaspiel (kein Tor). Im Oktober 2010 kehrte er zunächst auf Leihbasus nach Uruguay zurück und stand bis Mitte Januar 2011 in Reihen des in Montevideo beheimateten Vereins Sud América, für den er sechs Erstligaspiele (kein Tor) bestritt. Anschließend steht nach kurzer Rückkehr zu PAS Giannina ein weiteres Engagement in Griechenland für ihn zu Buche. Arbeitgeber war nun Anagennisis Karditsa. Bei diesem Klub weist seine Einsatzstatistik in der Saison 2010/11 zwölf Ligaspiele aus (kein Tor). Es folgte eine Ausleihe an den Cerro Largo FC, für den er in der Spielzeit 2011/12 von August bis Dezember 2011 elf Spiele bestritt. Im Januar 2012 wechselte er zum kolumbianischen Verein América de Cali. Dabei handelte es sich um ein einjähriges Leihgeschäft mit Kaufoption. Im Jahr 2012 absolvierte er in der dortigen Primera B 39 Partien und schoss zwei Tore. Im Februar 2013 zog er weiter nach Uruguay zu Liverpool Montevideo. Bei den Montevideanern unterschrieb er einen Vertrag bis zum Saisonende. Es folgten sieben Erstligaspiele (kein Tor) in der Spielzeit 2012/13. 
Im September 2013 wechselte er nach Spanien zu Deportivo Alavés und verpflichtete sich dort für ein Jahr. Er wurde aber nur einmal in der Liga Adelante aufgestellt (kein Tor). Im Januar 2014 schloss er sich erneut dem Cerro Largo FC an. Dort lief er bis zum Ende der Clausura 2014 in acht Ligaspielen (kein Tor) auf. Ab August 2014 setzte er seine Karriere in Argentinien beim Club Atlético Talleres fort und wurde bei den Argentiniern 16-mal in der Liga eingesetzt. Dabei traf er einmal ins gegnerische Tor. Zudem absolvierte er seit seinem Wechsel zwei Pokalspiele (kein Tor) in der Copa Argentina. Mitte April 2016 kehrte er zu Miramar Misiones zurück. Für den Klub aus Montevideo lief er in zwei Zweitligaspielen (kein Tor) auf. Mitte September 2016 schloss er sich dem Zweitligisten Canadian Soccer Club an. Dort absolvierte er elf Ligaspiele (kein Tor). Anfang Januar 2017 verpflichtete ihn der Club Atlético Cerro.